# تورتولو (فکه)
تورتولو (به ترکی استانبولی: Tortulu) یک منطقهٔ مسکونی در ترکیه است که در فکه، ترکیه واقع شده‌است.